# Larry Schneider (homme politique)
Pour les articles homonymes, voir Larry Schneider et Schneider.
Larry Schneider, né le 23 mars 1938 à Regina en Saskatchewan, est un homme politique canadien. Il représente la circonscription de Regina—Wascana à la Chambre des communes du Canada entre 1988 et 1993 sous la bannière du parti progressiste-conservateur. Il est brièvement ministre dans le cabinet de Kim Campbell. Il est maire de Regina entre 1979 et 1988.

## Biographie
Schneider nait à Regina et est le fils de Helen et Paul Schneider. Il fait ses études à l'Université de Regina. Il se marie à Shirley Anne Schneider en 1960 avec qui il a trois enfants.
Schneider devient maire de la capitale saskatchewanaise de Regina en 1979, un poste qu'il garde jusqu'à son élection au parlement. Il gagne le nouveau siège de Regina—Wascana en 1988. En 1993, à la démission de Brian Mulroney et son remplacement par Kim Campbell, il entre au cabinet. Quelques mois plus tard, il est défait par Ralph Goodale alors que son parti connait une forte défaite à travers le pays. Il récolte alors moins de la moitié des votes qu'il avait eu quatre ans auparavant.
En 2017, Schneider reçoit la médaille du souverain pour les bénévoles.